# Señorío de Fuerteventura
El señorío de Fuerteventura fue una jurisdicción feudal castellana, ubicada en la isla de Fuerteventura (Islas Canarias). 

## Historia

### Conquista de Canarias[1]
Originalmente formaba parte del señorío de Canarias, creado en 1403 por el rey Enrique III y reconocido a Jean de Béthencourt, que entonces englobaban las islas de Lanzarote, Fuerteventura y El Hierro. El señorío fue donado a Enrique de Guzmán a finales de 1418. En 1430 los derechos son adquiridos por Guillén de las Casas, y para la segunda mitad de siglo siglo XV, los derechos sobre las islas se reparten entre Guillén de las Casas, Inés de las Casas, Maciot de Béthencourt, Fernán Peraza, y Gonzalo de Saavedra.
Tras el matrimonio de Fernán Peraza e Inés de las Casas, y después de otras permutaciones, el señorío pasó a manos de la hija de ambos, Inés de Peraza, en 1454, que casó con Diego García de Herrera. En 1477, los Reyes Católicos impulsan la conquista de las islas de La Palma, Gran Canaria y Tenerife. Para entonces, el señorío también incluye la isla de La Gomera. De los Reyes Católicos también obtuvieron el derecho a cobrar los quintos, usados principalmente para financiar la defensa de las islas.  
El heredero del señorío, Fernán Peraza, murió tras la rebelión de los nativos gomeros. Inés de Peraza dividió el señorío de las Islas Canarias entre sus otros herederos en 1502, y nuevamente en 1503 con un segundo testamento poco antes de fallecer. Su quinta hija, Constanza de Sarmiento, heredó los derechos parciales de Fuerteventura, y tras su fallecimiento, su marido Pedro Fernández de Saavedra en nombre de sus hijos.

### SigloXVI
A pesar de tener derechos parciales de ambas islas, Sancho de Herrera y Pedro Fernández de Saavedra  establecieron un acuerdo tácito por el cual Sancho gobernaría Lanzarote y Pedro gobernaría Fuerteventura. Agustín de Herrera y Rojas, primer marqués de Lanzarote, obtiene once de las doce partes en que había sido dividido el Señorío de Lanzarote y Fuerteventura. La doceava parte restante sería administrada por los Saavedra.
Fernán Darias de Saavedra, el primogénito, heredaría el señorío de Fuerteventura entre 1505-1506. Divorciado, con hijos ilegítimos, en su testamento nombró a Bernardino de Lazcano, otrora concuñado de Fernán Darias, poco antes de morir en 1545, convirtiéndose en el tercer señor de Fuerteventura. Su sobrina, María de la O Mújica Herrera, acabaría convirtiéndose en señora de Fuerventura, que casó con Gonzalo de Saavedra (hijo ilegítimo de Fernán Darias).

### SigloXVII
Sus hijos, Fernando Arias y Gonzalo de Saavedra, se convertirían en el quinto y sexto señor de Fuerteventura, respectivamente. Tuvieron conflictos legales con Gonzalo Argote de Molina, yerno de Agustín 
de Herrera y Rojas, marqués de Lanzarote. Fernando Arias marchó a Madrid, aficionándose a la vida en la corte, falleciendo en 1601. Gonzalo de Saavedra permaneció en Fuerteventura, gobernó la isla en solitario desde 1588 hasta 1610. La sobrina de Gonzalo e hija de Fernando Arias, María de Mújica Arias de Saavedra, fue nombrada señora de Fuerteventura, casándose con Andrés Lorenzo Herrera de Mendoza (natural de Tenerife), en 1610. El hijo de ambos, Fernando Arias y Saavedra, heredó el señorío, falleciendo en 1647. 
Su heredero fue Fernando Matías Arias y Saavedra, quien se trasladó a La Orotava, en Tenerife. Fallece en 1704. Su hija Elena Josefa Arias y Saavedra hereda el señorío, y se casa con Francisco Bautista Benítez de Lugo, el cual fallece  en 1706. El señorío fue heredado por su nieto Francisco Alejandro Bautista Benítez de Lugo y Arias de Saavedra, todavía menor de edad, por lo que fue tutorizado por su abuela doña María Agustina Interián del Hoyo.

### SigloXVIII
A partir de entonces, el señorío sería regido por los Benítez de Lugo, originarios de La Orotava, y ya no volverían a Fuerteventura. 
Las constantes hambrunas del siglo XVIII provocarían privaciones graves entre los habitantes de Fuerteventura. La resolución del pleito de los quintos, permitió a los vecinos dejar de pagarlo, por lo que de ahí en adelante los señores de Fuerteventura dejarían de percibirlo.
Francisco Alejandro Bautista Benítez de Lugo y Arias de Saavedra fue señor de Fuerteventura durante la mayor parte del siglo XVIII. Falleció en 1771. Fue heredado por otro Francisco Alejandro Bautista Benítez de Lugo y Arias de Saavedra, casado con María del Carmen Lugo Viña Molina. Falleció en 1806, y fue sucedido por un tercero nombrado igual que los dos anteriores. 

### SigloXIX
Tras ser convocadas las Cortes de Cádiz, los señoríos fueron suprimidos en 1811. El último señor de Fuerteventura, Francisco Alejandro Bautista Benítez de Lugo y Arias de Saavedra, falleció en 1816.

## Lista de señores de Fuerteventura
Lista de señores del señorío de Fuerteventura: 
- (1403-1418) Jean de Béthencourt. I Señor de las Islas Canarias.
- (1418-1430) Enrique de Guzmán (Sin parentesco)
- (1430-1445) Guillén de las Casas (Sin parentesco)
- (1445-1452) Fernán Peraza (Sin parentesco)
- (1452-1502) Inés de Peraza (Hija). I Señora de las Islas Canarias.
- (1502-1506) Constanza de Sarmiento (Hija). I Señora de Fuerteventura.
- (1506-1545) Fernán Darias de Saavedra (Primogénito). I Señor de Fuerteventura.
- (1545-1546) Bernardino de Lazcano (Concuñado)
- (1546-1587) María de la O Mújica Herrera (Sobrina)
- (1587-1601) Fernando Arias de Saavedra (Primogénito)
- (1601-1610) Gonzalo de Saavedra (Hermano)
- (1610-?) María de Mújica Arias y Saavedra (Sobrina)
- (?-1674) Fernando Arias y Saavedra (Hijo)
- (1674-1704) Fernando Matías Arias y Saavedra (Hijo)
- (1704-1706) Francisco Bautista Benítez de Lugo (Yerno)
- (1706-1771) Francisco Bautista Benítez de Lugo Arias y Saavedra (Hijo)
- (1771-1806) Francisco Bautista Benítez de Lugo Arias de Saavedra y Ponte (Hijo)
- (1806-1816) Francisco Bautista del Sacramento Benítez de Lugo Arias y Saavedra (Hijo)